# C・S・ルイス
“C・S”クライブ・ステープルス・ルイス（Clive Staples Lewis, 1898年11月29日 - 1963年11月22日）は、アイルランド系のイギリスの作家、学者、中世文化研究者、キリスト教擁護者、信徒伝道者。全7巻からなるハイファンタジー小説『ナルニア国ものがたり』の著者として有名。3歳の頃に愛犬ジャクシー（Jacksie）を交通事故で喪った直後から自らをジャクシーと名乗り、それが徐々に周囲に受け入れられていき、家族や友人からは生涯を通じてジャックと呼ばれた。そのため、あえてフルネームを Clive Staples "Jack" Lewis と綴る場合もある。

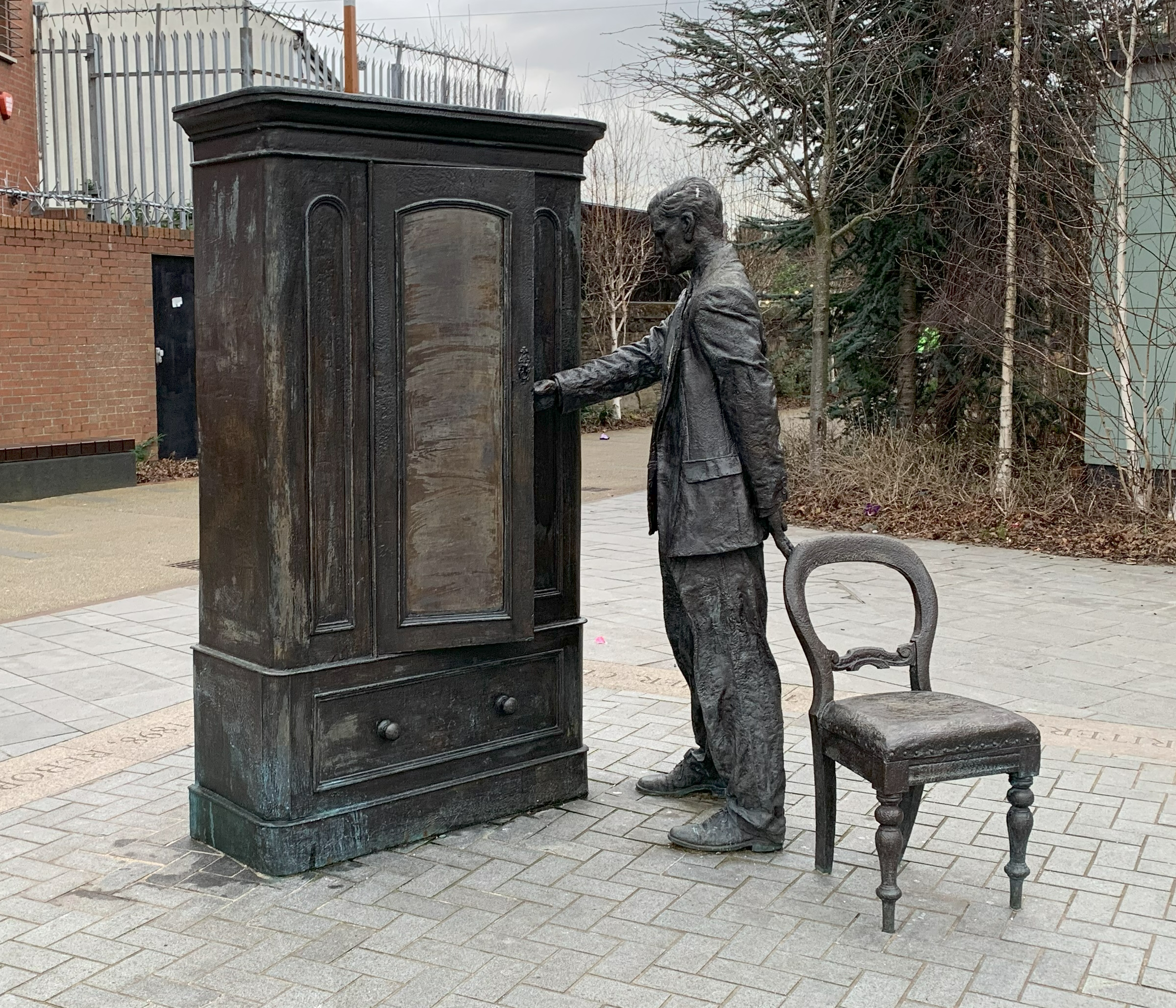
ベルファストのホリウッド・ロード4-12のホリウッド・アーチズ図書館の前にあるC・S・ルイスの銅像

## 生涯
アイルランド、アルスター地方ベルファストの事務弁護士の家に生まれる。ルイス家は19世紀半ばの祖父の代にウェールズから渡ってきた移民であり、ルイスが幼い頃に亡くなった母親はアイルランド国教会の司祭の娘であった。子供時代は3歳上の兄ウォレン・ハミルトン（Warren Hamilton Lewis 愛称：ウォーニー （Warnie））と一緒に「ボクセン」という想像の国を作り、その物語を書いて遊んだ。パブリック・スクールに馴染めず、元・ラーガン大学 (Lurgan College) 校長で父の個人講師を勤めていたカークパトリック（William T. Kirkpatrick）による個人教育を受けて、オックスフォード大学ユニバーシティ・カレッジに進学、古典語、英文学にて最優等を取る。第一次世界大戦に従軍後大学に戻り、モードリン・カレッジで英文学特別研究員を務め、後に世界的に有名な『指輪物語』の作者となるJ・R・R・トールキンと知り合う。その後1954年にケンブリッジ大学モードリン・カレッジに移り、中世・ルネッサンス英文学の主任教授を務める。この間、1950年から1956年にかけて『ナルニア国物語』を出版する。
第二次世界大戦後、ルイスの愛読者であり離婚歴のある17歳年下のアメリカ人詩人ジョイ・デイヴィッドマン・グレシャム(en)と知り合い、1956年に結婚する。この結婚は当初、骨髄癌に侵されたジョイが英国籍を取得するための形式的なものであり、結婚式もジョイが入院している病室で質素に取り行なわれた。互いの愛情は徐々に深まり、ルイスはジョイを「唯一の女性」と呼んで愛しんだ。この結婚は、ジョイに離婚歴があり非キリスト教徒（後にキリスト教に改宗）でもあったため、周囲から多くの非難を浴びた。創作をめぐって関係が悪化していたトールキンとも、これを契機に断交している。ジョイとのストーリーは戯曲『シャドウランズ』（Shadowlands ）およびその映画化作品『永遠の愛に生きて』（Shadowlands ）で描かれ、広く知られるようになった。ジョイは結婚からわずか4年後の1960年に45歳で死去し、ルイスは N・W・クラーク名義の著書『悲しみを見つめて』で彼女の死を深く悼んだ。
ジョイの死から3年後の1963年の半ば、心筋梗塞に倒れて昏睡状態に陥る。翌日には意識を回復して後に退院するが、一向に復調の兆しが見えず已む無く辞職を決意。診断によると、3年前に患った腎炎の後遺症で慢性腎不全に陥っており、その後は徐々に体力を失っていく。65歳の誕生日をちょうど1週間後に控えた1963年11月22日に死去した。遺体はオックスフォード郊外ヘディントンにあるセント・トリニティ・チャーチに埋葬された。

## 信仰と著作
幼少の頃はアイルランド国教会に基づくキリスト教を信仰していた。14歳の時に無神論に転じ、神話やオカルトに興味を持ち始める。その後様々な書物や大学時代の友人の影響を受け、31歳で同じ聖公会系のイングランド国教会の下で再びキリスト教信仰を始めた。『奇跡』（Miracles, 1947）『悪魔の手紙』『キリスト教の精髄』『喜びのおとずれ』などの神学書や自叙伝、ラジオ講演などを通じて、信徒伝道者としてキリスト教信仰を伝えている。
著作には詩集、神学論文集などがあるが、特に有名なものは『ナルニア国物語』全7巻である。神学者としても著名で、『ナルニア国物語』にもその片鱗が現れているような新プラトン主義的な見解をラジオの連続講義でも披露。スイスの弁証法神学者カール・バルトから、激しい反撥を受けた。1957年には『さいごの戦い』でカーネギー賞を受賞している。
米国聖公会では聖人に叙せられており、命日である11月22日が祝聖日とされている。

## 主要作品リスト
日本語訳が現在手に入る作品に限る。

### ナルニア国物語（The Chronicles of Narnia, 1950-1956）
1. ライオンと魔女 （The Lion, the Witch and the Wardrobe, 1950）
2. カスピアン王子のつのぶえ （Prince Caspian, 1951）
3. 朝びらき丸 東の海へ （The Voyage of the Dawn Treader, 1952）
4. 銀のいす （The Silver Chair, 1953）
5. 馬と少年 （The Horse and His Boy, 1954）
6. 魔術師のおい （The Magician's Nephew, 1955）
7. さいごの戦い （The Last Battle, 1956）- 以上は、瀬田貞二訳（岩波書店）
  - 土屋京子訳（光文社古典新訳文庫 全7巻、2016年-2018年）
  - 河合祥一郎訳（角川つばさ文庫、2017年-2021年／角川文庫、2020年8月-2023年7月）、各・全7巻

### 別世界物語 （Space Trilogy, 1938-1945）
1. マラカンドラ 沈黙の惑星を離れて （Out of the Silent Planet, 1938）
2. ペレランドラ ヴィーナスへの旅 （Perelandra, 1943）
3. サルカンドラ いまわしき砦の戦い （The Hideous Strength, 1945）

※上掲邦題は原書房（旧版・ちくま文庫）、中村妙子訳（2・3巻目は西村徹と共訳）。
※正式なシリーズ名が無いため、海外では他にも "Cosmic Trilogy " や "Ransom Trilogy " と呼ばれている

### 小説作品
- 天国と地獄の離婚 （The Great Divorce, 1945）。柳生直行・中村妙子訳（新教出版社）
- 愛はあまりにも若く プシュケーとその姉 （Till We Have Faces: A Myth Retold, 1956）。中村妙子訳（みすず書房） 
  - 顔を持つまで　王女プシケーと姉オリュアルの愛の神話（平凡社ライブラリー）。改訳版

### 宗教著作集
- 悪魔の手紙 （C.S.ルイス宗教著作集1、新教出版社）（The Screwtape Letters, 1942）、本巻のみ平凡社ライブラリーで再刊。
- 四つの愛 （C.S.ルイス宗教著作集2、以下略） （The Four Loves, 1960）
- 痛みの問題 （C.S.ルイス宗教著作集3） （The Problem of Pain, 1940）
- キリスト教の精髄 （C.S.ルイス宗教著作集4）（Mere Christanity, 1952）
- 詩篇を考える （C.S.ルイス宗教著作集5） （Reflections on the Psalms, 1958）
- 悲しみを見つめて （C.S.ルイス宗教著作集6） （A Grief Observed, 1960）
- 神と人間との対話 （C.S.ルイス宗教著作集7） （Letters to Malcolm, 1964）
- 栄光の重み （C.S.ルイス宗教著作集8） （“The World's Last Night” and Other Essays, 1960）
- 偉大なる奇跡 （C.S.ルイス宗教著作集 別巻1） （God in the Dock, 1970）※第1部
- 被告席に立つ神 （C.S.ルイス宗教著作集 別巻2） （God in the Dock, 1970）※第2部・第3部

### ノンフィクション
- 愛とアレゴリー：ヨーロッパ中世文学の伝統（Allegory of Love: A Study in Medieval Tradition, 1936）。玉泉八州男訳（筑摩叢書）
- 廃棄された宇宙像：中世・ルネッサンスへのプロレゴーメナ（The Discarded Image:An Introduction to Medieval and Renaissance Literature, 1964）。小野功生・永田康昭訳（八坂書房）
- 喜びのおとずれ：C・S・ルイス自叙伝 （Surprised by joy: The Shape of My Early Life, 1955）。早乙女忠・中村邦生訳（冨山房百科文庫／ちくま文庫）
- 別世界にて　エッセー/物語/手紙。中村妙子訳（みすず書房）

## 伝記
- エレーヌ・マリー・ストーン『ナルニア国の創り手 C・S・ルイス物語』 澤田澄江訳（原書房、2005年）
- マイケル・ホワイト『ナルニア国の父 C・S・ルイス』 中村妙子訳（岩波書店、2005年）
- A・N・ウィルソン『C・S・ルイス評伝』 中村妙子訳（新教出版社、2008年）
- コリン・ドゥーリエ『トールキンとC・S・ルイス友情物語　ファンタジー誕生の軌跡』成瀬俊一訳（柊風舎、2011年）
- ハンフリー・カーペンター『インクリングズ　ルイス、トールキン、ウィリアムズとその友人たち』中野善夫・市田泉訳（河出書房新社、2011年）
- アリスター・E・マクグラス『C・S・ルイスの生涯　憧れと歓びの人』佐柳文男訳（教文館、2015年）